# Kathrin Krafuss
Kathrin Krafuss (n. 3 noiembrie 1984 în Steiermark) a fost aleasă în anul 2008 vice Miss Austria și în același an câștigă în Africa de Sud titul de Miss World.
Ea a învățase meseria de brutar, iar în prezent este artistă.